# David Castillo Martínez
David Castillo Martínez (Fuenlabrada, 16 d'octubre del 1992) és un actor madrileny. És conegut popularment pel seu paper de "Jónathan García" a la sèrie Aída.

## Filmografia

### Cinema
- Cachorro (2004)
- El séptimo día (2004)
- El diario de Carlota (2010)
- @Wendy (2010, curtmetratge)
- Torrente 4 (2011)

### Televisió
- Hospital Central (2003)
- Manolito Gafotas (2004)
- Ana y los 7 (2004)
- Aída (2005-2014)
- Supervillanos (2006)
- Cámping (2006)
- Amar es para siempre (2018-2019)

### Teatre
- Münchhausen (2011)
- Naturaleza muerta en una cuneta (2012-2013)
- Emilia (2014)